# Тейлор, Томас, 1-й граф Бектив
Томас Тейлор, 1-й граф Бектив (англ. Thomas Taylour, 1st Earl of Bective; 20 октября 1724 — 14 февраля 1795) — ирландский пэр и политик.

## Ранняя жизнь
Родился 20 октября 1724 года. Сын сэра Томаса Тейлора, 2-го баронета (1687—1757), член парламента Англии от Мейдстона в 1689—1696 годах, и Сары Грэм. Его сестра, Генриетта Тейлор, была женой Ричарда Мура.
Его бабушкой и дедушкой по отцовской линии были Энн Коттон (? — 1710), дочь сэра Роберта Коттона, 1-го баронета из Комбермира (ок. 1635—1712)), и сэр Томас Тейлор, 1-й баронет (1662—1736), сын Томаса Тейлора (ок. 1631—1682), который поселился в Ирландии из Сассекса после завоевания Ирландии Кромвелем в 1652 году. Его дедом по материнской линии был Джон Грэм.
В сентябре 1757 года после смерти своего отца и тезки Томас Тейлор унаследовал титул 3-го баронета Тейлора  из Келлса, графство Мит.
Он получил образование в Тринити-колледже в Дублине.

## Карьера
Томас Тейлор был избран в Ирландскую палату общин в 1747 году и заседал в качестве члена парламента от Келлса до 6 сентября 1760 года, когда он был возведен в ранг пэра Ирландии как 1-й барон Хедфорт из Хедфорта в графстве Мит. 12 апреля 1762 года ему был пожалован титул 1-го виконта Хедфорта из Хедфорта в графстве Мит, а 24 октября 1766 года он был возведен в достоинство 1-го графа Бектива из замка Бектив в графстве Мит.
В 1783 году граф Бектив стал одним из основателей Ордена Святого Патрика, а в 1785 году он был приведен к присяге в Тайном совете Ирландии.

## Личная жизнь
4 июля 1754 года Томас Тейлор женился на достопочтенной Джейн Роули (1730 — июль 1818), дочери достопочтенного Геркулеса Лэнгфорда Роули (1714—1794) и его жена Элизабет Роули, 1-я виконтесса Лэнгфорд (? — 1791) . Её брат, Геркулес Роули, 2-й виконт Лэнгфорд (1737—1796), представлял графство Антрим и Даунпатрик в парламенте Ирландии . У графа и графини Бектив было четыре дочери и шесть сыновей, в том числе:
- Томас Тейлор, 1-й маркиз Хедфорт (18 ноября 1757 — 24 октября 1829), был женат на Мэри Куин, внучке сэра Генри Кавендиша, 1-го баронета[14].
- Майор достопочтенный Геркулес Тейлор[англ.] (9 сентября 1759 — 20 мая 1790), заседал в Ирландском парламенте от Келлса, умер холостым[15]
- Генерал достопочтенный Роберт Тейлор (26 ноября 1760 — 23 апреля 1839), также представлял Келлс в Ирландской палате общин и умер неженатым[6].
- Клотворти Роули, 1-й барон Лэнгфорд[англ.] (31 октября 1763 — 13 сентября 1825), принявший фамилию Роули по королевской лицензии в 1796 году, когда он унаследовал поместья Роули и получил титул 1-го барона Лэнгфорда из Саммерхилла в 1800 году[16]. Он женился на своей двоюродной сестре Фрэнсис Роули (1775—1860), дочери достопочтенного майора Клотворти Роули[17].
- Преподобный достопочтенный Генри Эдвард Тейлор (13 ноября 1768 — 7 июня 1852), в 1807 году женился на Марианне Сент-Леджер, дочери полковника Достопочтенного Ричарда Сент-Леджера и внучке 1-го виконта Донерайла[15].
- Леди Генриетта Тейлор (? — 12 января 1838), которая в 1791 году вышла замуж за Шамбре Брабазона Понсонби-Баркера (1762—1834), сына Шамбре Брабазона Понсонби[15].
- Леди Кэтрин Тейлор, которая умерла незамужней[15].

Лорд Бектив скончался в возрасте 70 лет 14 февраля 1795 года, и его титулы унаследовал его старший сын Томас Тейлор, 2-й граф Бектив. Овдовевшая графиня Бектив умерла 25 июня 1818 года.

## Потомки
Через свою дочь леди Генриетту Томас Тейлор, 1-й граф Бектив, был дедушкой четырех детей, в том числе Кэтрин Джейн Понсонби-Баркер (которая вышла замуж за члена ирландского парламента Эдварда Майкла Конолли).
Через своего сына, преподобного Генри, он был дедом Томаса Эдварда Тейлора (1811—1883), члена парламента и канцлера герцогства Ланкастер, и генерала сэра Ричарда Шамбре Хейса Тейлора (1819—1904), который сделал долгую и выдающуюся карьеру в британской армии.